# Teatro comunale Tina Di Lorenzo
Il Teatro comunale Tina di Lorenzo, precedentemente noto come Teatro comunale Vittorio Emanuele III, è il principale teatro di Noto. Ha una capacità di 308 posti a sedere che include quattro file di palchi ed una galleria con 88 poltrone.
L'edificio, inaugurato nel 1870, si affaccia su piazza XVI maggio, nel centro storico. È stato progettato dall'ingegnere netino Francesco Sortino che si ispirò al Teatro di San Carlo di Napoli.
Dal 2012 deve il nome all'attrice teatrale Tina Di Lorenzo, che più volte vi si è esibita.

## Storia

### La costruzione
In seguito al devastante terremoto del 1693, che rase al suolo Noto antica, e alla conseguente ricostruzione della città sul declivio del monte Meti, crebbe nei cittadini la volontà di costruire un teatro pubblico, desiderio che si fece sempre più insistente in seguito al grande successo del genere teatrale in epoca ottocentesca.
Per gli spettacoli teatrali era stata attrezzata un'ala di Palazzo Ducezio. Questa sistemazione improvvisata non bastò a soddisfare l'esigenza del pubblico netino, anche in relazione al rango di Capoluogo d'Intendenza che Noto aveva assunto nel 1817 e al periodo di relativa prosperità che la città stava vivendo.
Il 25 giugno 1853, l'intendente Salvatore La Rosa individuò l'area su cui costruire il nuovo teatro, la casa degli eredi di Emanuele Salonia, che venne acquistata grazie all'intervento del marchese Corrado Di Lorenzo Borgia.
Il progetto venne affidato all'ingegnere Francesco Sortino, originario di Noto, che si volle ispirare al Teatro Vittorio Emanuele II di Messina e, in misura maggiore, al Teatro di San Carlo di Napoli.
Il 26 febbraio 1851 si iniziarono a raccogliere i fondi necessari alla costruzione. Venne dunque a crearsi un comitato di facoltosi presieduto dallo stesso marchese Corrado Di Lorenzo Borgia. Era infatti consuetudine del tempo raccogliere denaro dai cittadini più abbienti tramite la prevendita delle logge: l'immobile rimaneva in possesso dell'Ente promotore mentre i singoli palchi venivano riservati ai nobiluomini che ne pagavano un canone annuo.
Il 30 settembre 1853 l'appalto venne concesso all'ingegnere siracusano Vincenzo Ruiz, ma la costruzione del teatro procedette a rilento. Due furono le più importanti battute d'arresto: la prima nel 1858 - per ragioni economiche - anche a causa della defezione di molti cittadini, risoltasi con un cambio di intendenza, e la seconda nel 1860, in seguito alla caduta del regime borbonico e alla morte dell'ingegnere Sortino.
Nel 1863 l'incarico di proseguire i lavori fu affidato all'ingegnere Francesco Cassone che si occupò della rifinitura e della decorazione interna.

### L'inaugurazione

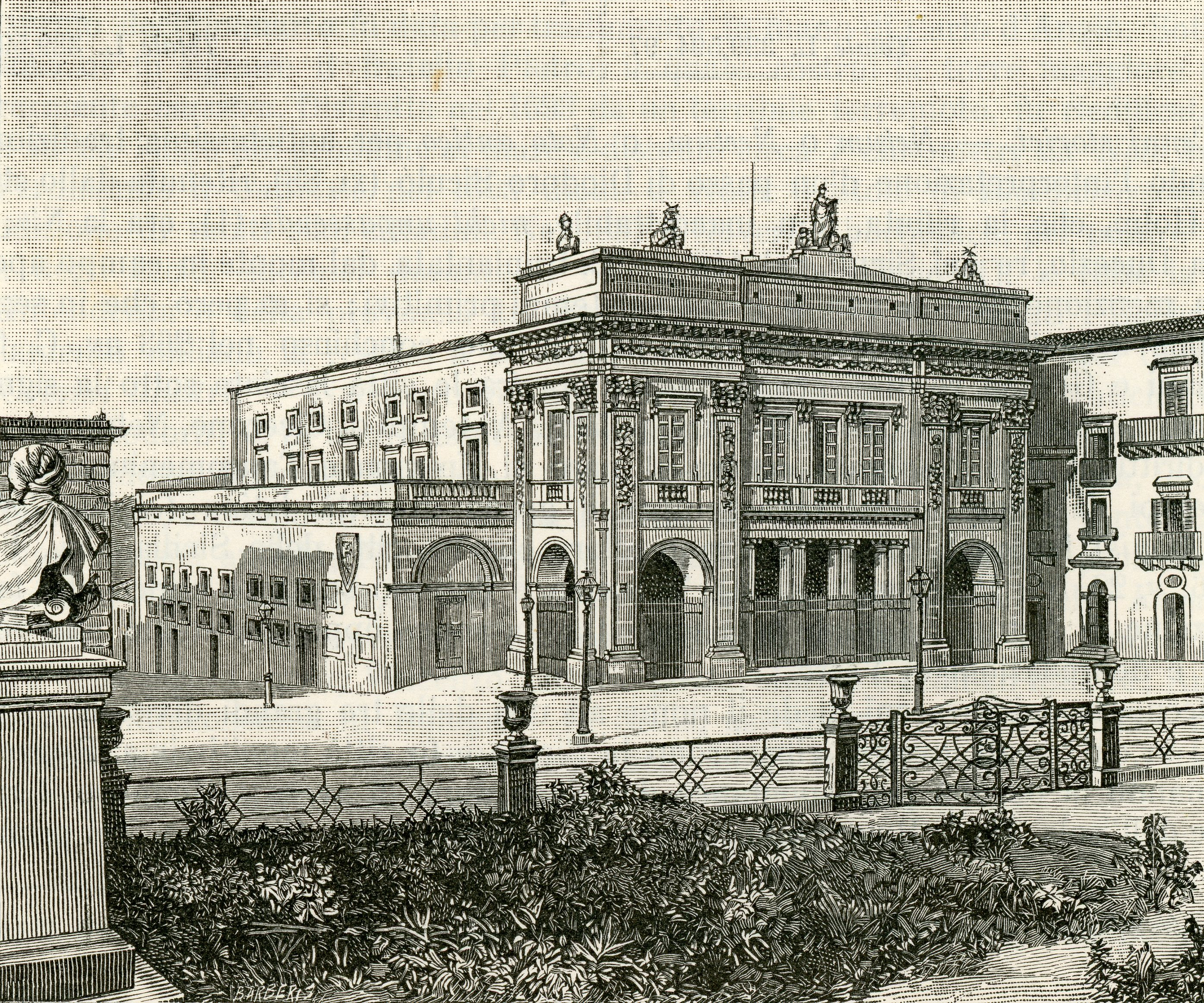
Teatro di Noto - Xilografia di Barberis 1892

Il Teatro Comunale, inizialmente dedicato a re Vittorio Emanuele III, aprì i battenti con una cerimonia solenne il 4 dicembre 1870.
L'inaugurazione fu descritta dal reverendo Corrado Puglisi come un grande evento:
Allo sfarzo dell'inaugurazione non corrispose però la qualità delle rappresentazioni: l'opera d'apertura fu Un Ballo in maschera di Giuseppe Verdi, che non raccolse i favori del pubblico, seguito il 18 dicembre dall'opera buffa Don Pasquale, di Gaetano Donizetti, il cui riscontro fu ancora più negativo. La situazione si risollevò grazie alla prima della Lucia di Lammermoor dello stesso Donizetti, andata in scena il 27 dicembre, che fu un vero e proprio successo di pubblico e critica.

### I restauri

#### Il restauro del 1921
Il Teatro comunale di Noto è stato inaugurato incompleto: mancavano l'avancorpo e le decorazioni dell'androne, così come i macchinari teatrali, che erano inadeguati. Nel corso degli anni non furono neanche realizzate opere di manutenzione,  e di conseguenza il teatro versava in condizioni disastrose. Nel 1921, l'Amministrazione Comunale, a seguito di un rapporto sullo stato dell’edificio, si vide costretta a commissionare un restauro con la massima urgenza.

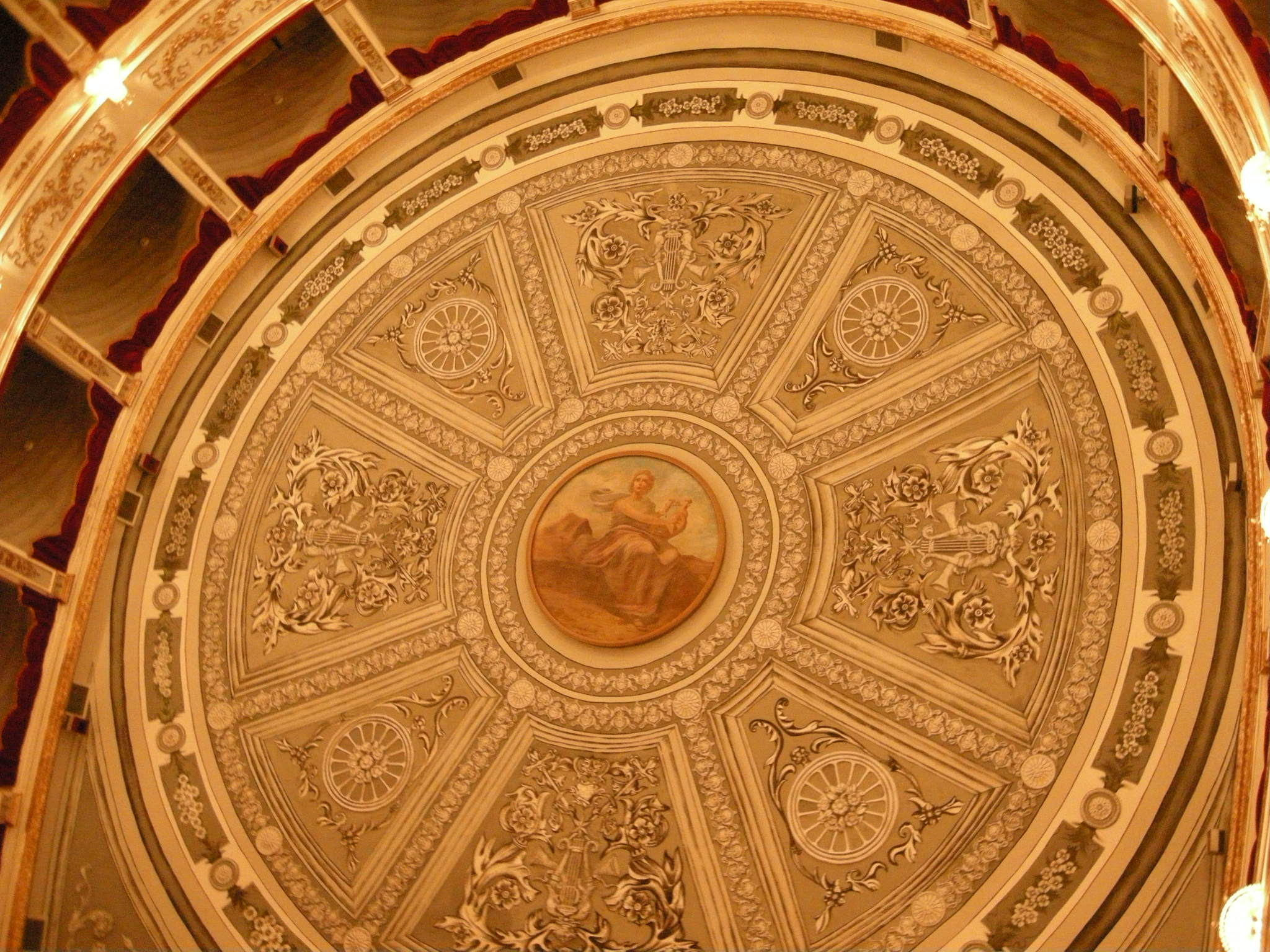
Particolare del soffitto

Nel timore di un imminente crollo dell'edificio, la messa in sicurezza del teatro venne avviata in tempi estremamente rapidi da parte degli ingegneri Coppa e Perna, che lavorarono al terrazzo del foyer, alla ricostruzione dell'impalcatura della platea, ai palchi e agli stucchi.
I lavori non si rivelarono, però, sufficienti e di conseguenza ne furono commissionati di ulteriori per i muri interni, le pavimentazioni e le scale d'accesso. Vennero rifatti i camerini, ricostruita la platea, sostituite le poltrone, realizzato un botteghino e una sala d'aspetto e modificati alcuni tramezzi per aggiungere ulteriori gallerie.
Interventi di minore entità si ebbero nel 1932 con la sostituzione del pavimento del palcoscenico e, nel 1933, con l'aggiunta di un pannello decorativo sulla volta.

#### Il restauro del 1990
Per un restauro di maggiore rilevanza è necessario aspettare il 1990, anno in cui si intervenne per adeguare il teatro alle normative vigenti. Il restauro impiegò ben sette anni: il teatro riaprì infatti nel 1997 diventando il simbolo della rinascita della città, scossa dal crollo della cupola della cattedrale.
Dal 1980 in poi l'edificio venne utilizzato anche per ospitare convegni e conferenze di vario genere.
Nel 2021 l'edificio è in buono stato architettonico, anche se il teatro necessita di manutenzione per quanto concerne la platea, la fossa dell'orchestra, il foyer, il palco e i servizi.

## Architettura
Il Teatro comunale di Noto si erge su un'area di 1075 metri quadrati, su piazza XVI maggio, in pieno centro storico. Realizzato seguendo il gusto neoclassico dominante nel periodo, è costituito da due piani e da una facciata che accoglie un ordine di paraste corinzie intervallate da un portico tetrastilo d'ingresso. Le decorazioni includono arpe, violini, trombe e capitelli a motivi floreali che tentano di avvicinarne lo stile al barocco netino.

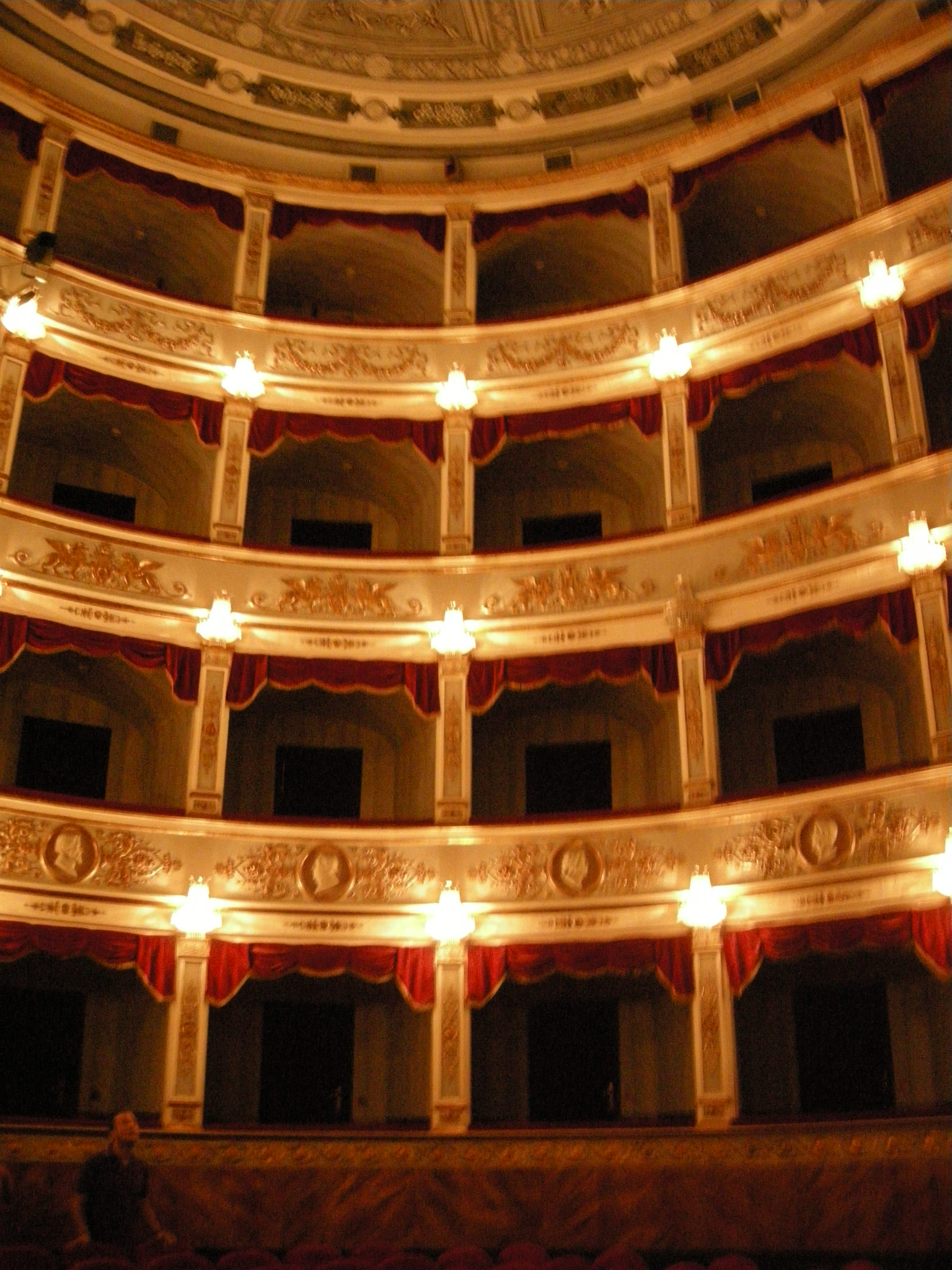
Particolare dell'architettura a ferro di cavallo

L'interno è costituito da una sala a ferro di cavallo, con quattro ordini di palchi ornati da motivi in oro su fondo bianco che si ravvedono nei tredici medaglioni nella seconda fila, decorati con cetra e ippogrifi nel terzo ordine e festoni a rilievo nella piccionaia.
Il meccanismo del palco è stato realizzato sotto la guida di Fortunato Queriau, mentre la doratura del teatro fu eseguita dal pittore Santi Ferrara di Messina.
Al centro del vestibolo del teatro si erge una statua allegorica di arenaria rappresentante la Musica, realizzata dallo scultore Giuliano Palazzolo così come i due trofei musicali, con i quattro treppiedi, seguendo un disegno per il Cassone; le decorazioni del palcoscenico sono invece opera dei pittori Subba e di Stefano.
I pilastri del boccascena ospitavano due tempere su tela raffiguranti le allegorie della Lirica e della Prosa, realizzate dal messinese Luigi Quériau - o da Santi Ferrara - ma successivamente rimosse e ora conservate nella Galleria d'Arte Moderna di Noto.
Il teatro ha una capacità di 320 posti a sedere che include tre file di palchi e una galleria con 80 sedie. Comprende un'orchestra, separata dalla platea da un cancello di ferro, un portico e due scale: una per i cantanti e i professori d'orchestra e l'altra per l'accesso in galleria.

## Cronaca teatrale
Il Teatro Comunale di Noto è stato, sin dalla sua apertura, al centro delle attività culturali di Noto, richiamando pubblico anche da altre aree della Sicilia. L'interesse si affievolì in seguito alla seconda guerra mondiale, per poi riprendere vigore intorno agli anni settanta. Gli artisti che vi si sono esibiti includono Tina di Lorenzo, Pierantonio Tasca e Eleonora Duse.

### Il periodo inaugurale
Dall'apertura del teatro, avvenuta nel 1870, si misero in scena L'Ebreo di Marlowe, Un ballo in maschera di Giuseppe Verdi, La favorita, Lucia di Lammermoor e Don Pasquale di Gaetano Donizetti, Jone di Enrico Petrella, Pipelet di De Ferrari.

### Dalla fine dell'800 all'inizio del '900
Oltre le già citate opere si aggiunsero nuove rappresentazioni come I Puritani di Vincenzo Bellini, Il Marchese del Grillo di Giovanni Mescetti, Don Cardillo, La Traviata di Giuseppe Verdi, Studenti e sartine di Pierantonio Tasca, I granatieri di Vincenzo Valente, Fra Diavolo di Daniel Auber e Il barbiere di Siviglia di Gioachino Rossini.

### Epoca contemporanea
Il Teatro comunale di Noto è stato concesso all'ente affidatario Fondazione Teatro Vittorio Emanuele, che ogni anno organizza e promuove le stagioni teatrali. Nel 2012 il Teatro, e la relativa fondazione, sono stati intitolati alla illustre attrice di origini netine Tina Di Lorenzo.